# George Robert Crotch
George Robert Crotch (1842 – 1874) byl britský entomolog.
Narodil se v Cambridge v Anglii v roce 1842. V době kdy studoval na universitě v Cambridge, zajímal se o hmyz, speciálně řád Coleoptera - brouci.
Po absolutoriu na universitě pracoval v univerzitní knihovně a sbíral evropský hmyz. Na podzim roku 1872 společně s dalšími entomology odjel na entomologickou výpravu do Ameriky, která začala příjezdem do Filadelfie. V období jaro/léto 1873 sbíral hmyz v Kalifornii, Oregonu a na Fraser River v Britské Kolumbii. V roce 1873 přijal místo asistenta v Harvardském muzeu srovnávací zoologie společně s H.A. Hagenem. Vytvořil sbírku brouků v Kalifornii, Vancouverském ostrově a v Oregonu, brzy nato však zemřel na tuberkulózu.
Crotch byl autorem knih Checklist of the Coleoptera of America (1873) a A revision of the Coleopterous family Coccinellidae (1874). Jeho sbírka brouků z Azorských ostrovů je v Britském muzeu v Londýně, zatímco evropské čeledi brouků Erotylidae a Coccinellidae byly ponechány Universitnímu muzeu v Cambridge.
Byl uznávanou světovou autoritou na čeleď Coccinellidae (slunéčka) a Erotylidae.

## Citát
Jsem velice zavázán panu G. R. Crotchovi za to, že mě poslal mnoho preparovaných druhů různých brouků patřících do těchto tří čeledí [Crioceridae, Chrysomelidae, Tenebrionidae] a dalších, stejně tak za cenné informace všeho druhu . . . Jsem také zavázán panu E. W. Jansonovi za informace a druhy . . . V čeledi Carabidae jsem zkoumal druhy Elaphrus uliginosus a Blethisa multipunctata, které mě pan Crotch poslal. Charles Darwin.